# Biltmore Forest
Biltmore Forest é uma cidade  localizada no estado norte-americano de Carolina do Norte, no Condado de Buncombe.

## Demografia
Segundo o censo norte-americano de 2000, a sua população era de 1440 habitantes. 
Em 2006, foi estimada uma população de 1518, um aumento de 78 (5.4%).

## Geografia
De acordo com o United States Census Bureau tem uma área de 7,5 km², dos quais 7,5 km² cobertos por terra e 0,0 km² cobertos por água.

## Localidades na vizinhança
O diagrama seguinte representa as localidades num raio de 12 km ao redor de Biltmore Forest. 